# Yuki Isoya
Yuki Isoya (磯谷 有希 Isoya Yuki?), conocida artísticamente como Yuki (nacida el 17 de febrero de 1972) es una de las cantantes más reconocidas de Japón. Se hizo popular por ser la vocalista de la desaparecida banda de rock Judy & Mary y también ha formado parte de las bandas NiNa (junto a Kate Pierson de The B-52's) y la banda femenina Mean Machine (junto a Chara).
Se mantiene vigente en la actualidad cantando como solista con prominencia dentro del mercado japonés, incluyendo el hecho de animar su propio programa de radio y apareciendo regularmente en distintos comerciales de televisión del país (ha realizado comerciales para Sony Ericsson, Toyota, Shiseido, etcétera. 
Yuki también es una fanática de la moda. Regularmente modela su único y popularmente copiado closet para revistas como Cutie, Non-no y Zipper. También es la modelo principal del grupo fotográfico japonés Sleep, en el cual colabora creando merchandising.

## Biografía
Yuki nació en Hakodate, Hokkaidō, hija de Mo y Ryouko. Su padre era director de escuela. Tiene dos hermanos: Yukari (hermana mayor) y Taminori (hermano menor). Después de graduarse de Hakodate Iai (Secundaria femenina), trabajó como guía de turismo. Ella conoció a Yoshihito Onda quien visitó Hakodate para hacer una película: Ituka-Giragirasuruhi. Esto provocó la formación de Judy and Mary en 1992. Después de que la banda se disolviera, Yuki hace su debut como solista en 2002. Actualmente está casada con YO-KING, vocalista de la banda Magokoro Brothers (casados desde septiembre de 2000). Dio a luz a su primer hijo el 18 de abril de 2003, que moriría luego por causas desconocidas (SMSL) el 17 de marzo de 2005. Dio a luz a su segundo hijo el 29 de agosto de 2006. El 5 de febrero de 2009 fue anunciado a través de su página oficial que YUKI tenía 5 meses de embarazo, y que ella dará a luz a su tercer hijo en junio de 2009.
El 2012 cumplió 10 años de trayectoria musical, con el lanzamiento del recopilatorio "Powers of Ten" y un megaconcierto a celebrarse en el Tokyo Dome -primera vez que participa como solista en dicho lugar- el 6 de mayo.

## Banda
La banda de Yuki es "Band ASTRO", los que tocan en sus conciertos y grabaciones de estudio.
- Guitarra: Jun Matsue 松江潤 (SPOOZYS)
- Batería:  Atsushi Matsushita 松下敦 (ZAZEN BOYS)
- Bajo:  Hiroharu Kinoshita 木下裕晴 (ex. L⇔R, curve509)
- Teclado: Makoto Minagawa 皆川真人
- DJ / manipulador: Yohei Tsukasaki 塚崎陽平

## Discografía

### Álbumes
- Prismic – Debut Solista – (27 de marzo de 2002)
- Commune (26 de marzo de 2003)
- Joy (23 de febrero de 2005)
- Wave (6 de septiembre de 2006)
- Five-star – Grandes Éxitos – (3 de octubre de 2007)
- Ureshikutte Daki Au Yo  (10 de marzo de 2010)
- Megaphonic  (24 de agosto de 2011)
- Powers of Ten –Recopilación de 10 años de carrera – (1 de febrero de 2012)

### Sencillos
| Lanzamiento | Título                                                                                    | Puesto en Ranking Oricon | Puesto en Ranking Oricon | Puesto en Ranking Oricon | Puesto en Ranking Oricon | Puesto en Ranking Oricon | Puesto en Ranking Oricon | Álbum                | Sello Discográfico |
| Lanzamiento | Título                                                                                    | Diario                   | Semanal                  | Mensual                  | Anual                    | Debut                    | Ventas Totales           | Álbum                | Sello Discográfico |
| ----------- | ----------------------------------------------------------------------------------------- | ------------------------ | ------------------------ | ------------------------ | ------------------------ | ------------------------ | ------------------------ | -------------------- | ------------------ |
| 26.11.1999  | Ai no Hi Mittsu Orange (愛の火 3つ オレンジ?) a dúo con Chara                             | —                        | 6                        | —                        | —                        | —                        | 230,000                  | —                    | Sony Music Japón   |
| 06.02.2002  | The End of Shite Single n° 1                                                              | —                        | 6                        | —                        | —                        | —                        | 125,000                  | Prismic              | Sony Music Japón   |
| 06.03.2002  | Prism (プリズム Prisma?) Single n° 2                                                      | —                        | 11                       | —                        | —                        | —                        | 87,000                   | Prismic              | Sony Music Japón   |
| 06.05.2002  | 66db Single n° 3                                                                          | —                        | 30                       | —                        | —                        | —                        | 9,000                    | Prismic              | Sony Music Japón   |
| 20.11.2002  | Stand Up! Sister (スタンドアップ！シスター Hermana levántate!?) Single n° 4               | —                        | 10                       | —                        | —                        | —                        | 32,000                   | Commune              | Sony Music Japón   |
| 19.02.2003  | Sentimental Journey (センチメンタルジャーニー Jornada Sentimental?) Single n° 5           | —                        | 17                       | —                        | —                        | —                        | 24,000                   | Commune              | Sony Music Japón   |
| 19.03.2003  | Humming Bird (ハミングバード Pájaro Cantor?) Single n° 6                                  | —                        | 23                       | —                        | —                        | —                        | 11,000                   | Commune              | Sony Music Japón   |
| 18.08.2004  | Home Sweet Home (Hogar dulce Hogar?) Single n° 7                                          | —                        | 9                        | —                        | —                        | —                        | 57,000                   | Joy                  | Sony Music Japón   |
| 10.11.2004  | Hello, Goodbye (ハローグッバイ Hola, Adiós?) Single n° 8                                  | —                        | 6                        | —                        | —                        | —                        | 43,000                   | Joy                  | Sony Music Japón   |
| 19.01.2005  | Joy (Gozo?) Single n° 9                                                                   | —                        | 10                       | —                        | —                        | —                        | 61,000                   | Joy                  | Sony Music Japón   |
| 27.04.2005  | Nagai Yume (長い夢 Sueño Largo?) Single n° 10                                             | —                        | 4                        | —                        | —                        | —                        | 86,000                   | Wave                 | Sony Music Japón   |
| 29.06.2005  | Dramatic (ドラマチック Dramático?) Single n° 11                                           | —                        | 2                        | —                        | —                        | —                        | 76,000                   | Wave                 | Sony Music Japón   |
| 07.09.2005  | Yorokobi no Tane (歓びの種 Semillas de Felicidad?) Single n° 12                           | —                        | 5                        | —                        | —                        | —                        | 69,000                   | Wave                 | Sony Music Japón   |
| 25.01.2006  | Melancholinista (メランコリニスタ?) Single n° 13                                          | —                        | 10                       | —                        | —                        | —                        | 43,000                   | Wave                 | Sony Music Japón   |
| 09.08.2006  | Fugai nai ya (ふがいないや Sin Espíritu?) Single n° 14                                    | —                        | 6                        | —                        | —                        | —                        | 39,000                   | Wave                 | Sony Music Japón   |
| 08.08.2007  | Hoshikuzu Sunset (星屑サンセット Atardecer de lluvia de polvo de estrellas?) Single n° 15 | —                        | 4                        | —                        | —                        | —                        | 43,629                   | Five Star            | Sony Music Japón   |
| 12.12.2007  | Wonder Line (ワンダーライン?) Single n° 16                                                | —                        | 4                        | —                        | —                        | —                        | 34,000                   | —                    | Sony Music Japón   |
| 16.04.2008  | Kisha ni Notte (汽車に乗って Viajando en tren?) Single n° 17                              | —                        | 5                        | —                        | —                        | —                        | 35,000                   | Ureshikutte Dakiauyo | Sony Music Japón   |
| 03.04.2009  | Rendezvous (ランデヴー Encuentro?) Single n° 18                                           | 4                        | 6                        | 23                       | —                        | 6,200                    | 33,578                   | Ureshikutte Dakiauyo | Sony Music Japón   |
| 18.11.2009  | COSMIC BOX (Caja Cósmica?) Single n° 19                                                   | —                        | —                        | —                        | —                        | —                        | 30,014                   | Ureshikutte Dakiauyo | Sony Music Japón   |
| 17.02.2010  | Ureshikutte Daki Au Yo (うれしくって抱きあうよ Abracémonos felizmente?) Single n° 20      | —                        | —                        | —                        | —                        | —                        | 23,784                   | Ureshikutte Dakiauyo | Sony Music Japón   |
| 15.09.2010  | Futari no Story (2人のストーリー Nuestra historia?) Single n° 21                          | —                        | —                        | —                        | —                        | —                        | 26,787                   | Megaphonic           | Sony Music Japón   |
| 23.03.2011  | Himitsu (ひみつ Secreto?) Single n° 22                                                    | —                        | —                        | —                        | —                        | —                        | 21,586                   | Megaphonic           | Sony Music Japón   |
| 27.07.2011  | Hello ! (Hola !?) Single n° 23                                                            | —                        | —                        | —                        | —                        | —                        | —                        | Megaphonic           | Sony Music Japón   |
| 01.02.2017  | Sayonara Bystander 2º ending de Sangatsu no Lion                                          | —                        | —                        | —                        | —                        | 10                       | 8.774                    |                      |                    |

### Singles Digitales
- Biscuit (ビスケット Galleta?) (25/03/2007), luego incluida en "Five-Star" como bonus track.
- Message (メッセージ Mensaje?) (04/12/2008), luego incluida en el sencillo "Cosmic Box".
- Dear.Mama (Dear.ママ Querida Mamá?) (08/05/2011, Día de la Mamá), luego incluida en el sencillo "Hello !".

### DVD
- YUKI Videos (ユキビデオ?) (02/03/2005)
- Sweet Home Rock'n Roll Tour (02/03/2005)
- YUKI Live YUKI Tour "Joy", 20/05/2005 en el Nippon Budokan (ユキライブ YUKI TOUR "joy" 2005年5月20日 日本武道館?) (25/01/2006)
- YUKI Videos 2 (ユキビデオ2?) (19/03/2008)
- YUKI Live "5-star" ~The Gift Will Suddenly Arrive~ (28/05/2008)
- YUKI concert New Rhythm Tour 2008 (04/03/2009)

### UMDs
- Yuki Videos (ユキビデオ?) (27 de abril de 2005)
- Sweet Home Rock'n Roll Tour (30 de noviembre de 2005)

### Libros
- Yuki Girly Rock – Biografía de Yuki (1997)
- Yuki Girly Swing – Autobiografía y Diario de Yuki (1997)
- Yuki Girly Folk – Biografía de Yuki (2000)
- Yuki Girly Boogie – Autobiografía y Diario de Yuki (2000)
- Yuki Girly Wave – Biografía de Yuki (2004)
- Yuki Girly Tree – Autobiografía y Diario de Yuki (2004)

### Películas
- Mizu no Onna (水の女?  Mujer de Agua) – Cameo

## Enlaces
- YUKI Web oficial - Por Sony Music